# The Parkinsons
Pour les articles homonymes, voir Parkinson.
The Parkinsons est un groupe de punk rock portugais, originaire de Coimbra. Il est formé en l'an 2000 et basé à Londres. Le groupe est notamment connu pour ses performances outrageantes.

## Biographie
Le groupe est formé par le chanteur Afonso Pinto (aka Al Zheimer), le guitariste Victor Silveira (aka Victor Torpedo), et bassiste Pedro Chau, et reprend son nom de la maladie de Parkinson,. Torpedo et Xau étaient déjà connus dans leur pays pour avoir joué au sein de groupes locaux tels que 77 et The Tédio Boys, publiant trois albums entre 1994 et 1998. Le groupe se forme une réputation de casseurs et de démolisseurs de police pendant ses concerts, et se délocalise aux États-Unis où ils joueront à l'anniversaire de Joey Ramone. Le groupe joue nu sur scène aux côtés du Jon Spencer Blues Explosion et The Fall. 
Le groupe se relocalise à Londres en 2000 et recrute l'ancien batteur des Apostles/Political Asylum, Chris Low, avant d'enregistrer un premier album, A Long Way to Nowhere (2002), produit par Ben Lurie et Jim Reid du groupe The Jesus and Mary Chain, et qui est décrit par The Times comme « une révélation mélodique,. » Le groupe est comparé aux Stooges par le NME, qui les consière aussi comme « une réponse européenne farfelue aux Strokes » et à Sham 69 selon le magazine Q. Le groupe joue au Reading Festival en 2001, durant lequel Pinto, en état d'ébriété, félicite The Strokes en frottant une part de gâteau au chocolat contre ses parties génitales, et durant lequel sa compagne a été jetée de la scène par les gardes de la sécurité pour avoir courue seins nus sur scène,,. En 2001, ils sont décrits de « fantasme de junkie le plus sauvage et dangereux, [un] rêve humide de journaliste, et [de] vrai cauchemar pour les promoteurs » et, un an plus tard de « vrai danger sur scène,. »
Pinto quitte le groupe en 2003, Torpedo endossant le chant, et Jet et Eric Baconstrip (batterie) étant recrutés. Le groupe se sépare en 2005, mais se reforme avec Pinto en 2006 pour un concert célébrant leur dix ans de carrière, au Dirty Water Club de North London.
The Parkinsons se reforment en 2011 pour quelques concerts. En juillet 2012, ils jouent au festival Optimus Alive!, et publient en septembre un nouvel album, Back to Life. Sept ans plus tard sort The Shape of Nothing to Come, en 2018.

## Discographie

### Albums studio
- 2002 : A Long Way to Nowhere (Fierce Panda)
- 2004 : Reason to Resist (Curfew Records)
- 2005 : Down With the Old World (Rastilho Records)
- 2012 : Back to Life (Garagem)
- 2018 : The Shape of Nothing to Come (Rastilho Records)

### Singles
- 2002 : Streets of London (Fierce Panda)
- 2004 : New Wave (Curfew)
- 2005 : Up for Sale EP (Wrench)
- 2012 : Good Reality (Garagem)
- 2013 : City of Nothing (Garagem)

### Apparitions
- 2002 :  T in the Park (avec The List - morceau Primitive
- 2002 : Mosh EP (Fierce Panda) - morceau Bad Girl
- 2002 : Mosh and Go (Fierce Panda) - morceau Bad Girl
- 2002 : Live the Dream - The Second Fierce Panda Sampler (Fierce Panda) - morceau Nothing to Lose
- 2002 : Sonic Mook Experiment 2 - Future Rock 'n' Roll (Blast First) - morceau Primitive